# Centropyge abei
El pez ángel enano Centropyge abei es un pez marino, de la familia de los Pomacanthidae. Es una de las últimas especies reconocidas del género, en 2006.

## Morfología
Posee la morfología típica de su género, cuerpo ovalado y comprimido lateralmente, y aletas redondeadas.  La coloración es amarilla en la mitad inferior del cuerpo, aletas pélvicas y anales. La parte superior del cuerpo y la aleta dorsal son marrón oscuro, casi negro. La aleta caudal y la cabeza son blancas, y, en esta última, tiene una banda oscura que cubre los ojos y la parte superior de la cabeza.
Tiene 13 espinas dorsales, 17 radios blandos dorsales, 3 espinas anales, 18 radios blandos anales, y 24 vértebras. En la hilera exterior de cada mandíbula posee entre 50 y 60 dientes tricúspides.
Alcanza los 9.1 cm de largo.

## Hábitat y distribución
Es una especie de aguas profundas, su rango de profundidad está entre 110 y 155 metros, y su rango de temperatura, entre los 20 y 21 °C.
Son demersales y suelen encontrarse en fondos rocosos, simas, pequeñas cuevas y laderas exteriores de arrecifes.
Se distribuye en el océano Pacífico oeste, siendo especie nativa de Indonesia (Sulawesi), Japón y Palaos.

## Alimentación
Omnívoro, se nutre de esponjas, pequeños crustáceos y macroalgas. 